# Île-aux-Moines
Île-aux-Moines (bret. Enizenac'h) – miejscowość i gmina we Francji, w regionie Bretania, w departamencie Morbihan.
Według danych na rok 1990 gminę zamieszkiwało 617 osób, a gęstość zaludnienia wynosiła 193 osoby/km² (wśród 1269 gmin Bretanii Île-aux-Moines plasuje się na 769. miejscu pod względem liczby ludności, natomiast pod względem powierzchni na miejscu 1068.).